# پل برایسون
پل برایسون (انگلیسی: Paul Brayson؛ زادهٔ ۱۶ سپتامبر ۱۹۷۷) بازیکن فوتبال اهل بریتانیا است.
از باشگاه‌هایی که در آن بازی کرده‌است می‌توان به باشگاه فوتبال یورک سیتی، باشگاه فوتبال بلیث اسپارتانس، باشگاه فوتبال سوانزی سیتی، باشگاه فوتبال چلتنهام تاون، باشگاه فوتبال گیتزهد، باشگاه فوتبال ردینگ، باشگاه فوتبال نیوکاسل یونایتد، باشگاه فوتبال نورتویچ ویکتوریا، باشگاه فوتبال هروگیت تاون، و باشگاه فوتبال کاردیف سیتی اشاره کرد.
وی همچنین در تیم ملی فوتبال England C بازی کرده‌است.